# Пентландит
Пентланди́т (англ. pentlandite) или Желе́зо-ни́келевый колчеда́н (калька с нем. Eisennickelkies) — минерал, сульфид железа и никеля. Назван в честь ирландского путешественника и естествоиспытателя Джозефа Пентленда (англ. J. Pentland). Эмпирическая формула: (Fe,Ni)9S8. Содержание Ni от 10 до 42 %. Синоним: «железоникелевый колчедан», в настоящее время употребляется в качестве тривиального названия минерала.

## Свойства
Кристаллизуется в кубической сингонии. Кристаллы редки, встречается в виде тонкокристаллических агрегатов, характерна ассоциация с пирротином и халькопиритом. Цвет бронзово-жёлтый, блеск сильный металлический, спайность совершенная. Твёрдость 3—4; плотность 4,5—5 г/см3. Немагнитен. Растворим в азотной кислоте с выпадением чёрного осадка.

## Происхождение
Встречается в месторождениях медно-никелевых сульфидных руд, генетически связанных с основными и ультраосновными изверженными породами.